# Marc Raabe

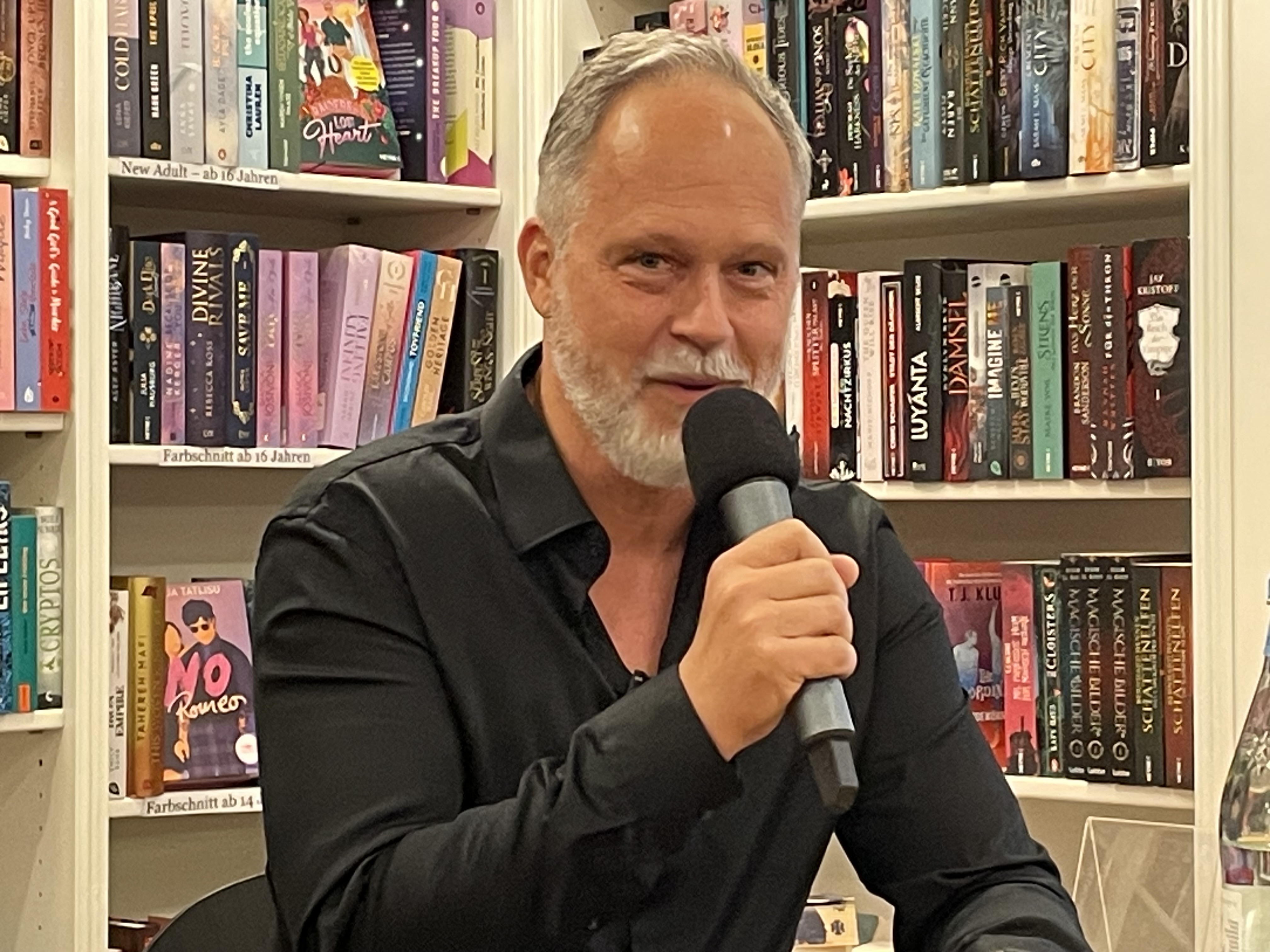
Marc Raabe, Mai 2024

Marc Raabe (* 1968 in Köln) ist ein deutscher Schriftsteller.

## Leben und Werk
Bereits als Schüler drehte Marc Raabe mit einem Freund Super-8-Filme und gründete mit ihm nach dem Abitur eine Filmproduktionsfirma. Parallel zu seiner Tätigkeit als Filmproduzent studierte er Theater-, Film- und Fernsehwissenschaften sowie Germanistik, brach sein Studium jedoch ab und widmete sich seiner Firma.
2012 veröffentlichte er seinen ersten Roman Schnitt im Ullstein Verlag, 2013 folgte sein zweiter Thriller Der Schock im selben Verlag. Beide Romane standen wochenlang auf der Bestsellerliste des Spiegels. Im Februar 2018 erschien mit Schlüssel 17 der erste Band der Reihe um den LKA-Ermittler Tom Babylon. Inzwischen zählt Marc Raabe zu den bekanntesten deutschen Thrillerautoren. Seine Romane wurden in mehr als zehn Sprachen übersetzt.
Neben seiner Tätigkeit als freier Schriftsteller ist Marc Raabe Geschäftsführer und Gesellschafter einer Fernsehproduktionsfirma und lebt mit seiner Familie in Köln.

## Werke

### Thriller
- Schnitt. Ullstein Verlag, Berlin 2012, ISBN 978-3-548-28435-4.
- Der Schock. Ullstein Verlag, Berlin 2013, ISBN 978-3-548-28524-5.
- Heimweh. Ullstein Verlag, Berlin 2015, ISBN 978-3-548-28690-7.

### Tom-Babylon-Reihe
- Schlüssel 17. Ullstein Verlag, Berlin 2018, ISBN 978-3-548-28913-7.
- Zimmer 19. Ullstein Verlag, Berlin 2019, ISBN 978-3-548-28915-1.
- Die Hornisse. Ullstein Verlag, Berlin 2020, ISBN 978-3-864-93151-2.
- Violas Versteck. Ullstein Verlag, Berlin 2022, ISBN 978-3-864-93152-9.

### Art-Mayer-Reihe
- Der Morgen. Ullstein Verlag, Berlin 2023, ISBN 978-3-864-93205-2.
- Die Dämmerung. Ullstein Verlag, Berlin 2024, ISBN 978-3-86493-262-5.[2]
- Die Nacht. Ullstein Verlag, Berlin 2025, ISBN 978-3-864-93261-8.